# Stazione di Stoccarda Nord
La stazione di Stoccarda Nord (in tedesco Stuttgart Nord) è stata per molti anni un'importante stazione, declassata in seguito al rango di fermata della S-Bahn nel distretto Nord di Stoccarda.

## Storia
Inaugurata nel 1896 e situata nelle vicinanze della Hauptbahnhof, gran parte delle sue infrastrutture sono state demolite in seguito ad un progetto di riqualificazione della città.

## Movimento
La stazione è servita dalle linee S4, S5 e S6/S60 della S-Bahn.